# Erysimum
Erysimum là chi thực vật có hoa trong họ Cải.